# 셰어 (소프트웨어)
Share(셰어)는 윈도우 2000/XP/비스타 이상에서 동작하는 파일 공유 P2P 소프트웨어이다. Share를 일본어식으로 읽은 '샤레'라는 명칭으로 불리기도 한다. 불법 복제 소프트웨어 유통과 애니 리핑 공유 등의 저작권 침해에 악용되는 경우가 많다.

## 개요
P2P를 채용해, 익명성을 유지한 채로 파일을 공유하는 소프트웨어다. 사전에 파일을 캐시로 불러들여 데이터를 변환하여, 이를 사전에 확보한 캐시 영역에 보존해 두어 각 노드의 캐시를 교환하는 방식으로 효율적인 파일 공유를 수행한다. 이와 비슷한 소프트웨어로 위니와 Perfect Dark가 있다.
현재 셰어는 TCP/IP를 사용하는 일반 버전과 UDP/IP를 사용한 UDP판이 존재한다. UDP판은 오래된 일반 버전을 기반으로 하고 있기 때문에, 플러그인의 호환성이 떨어진다.
대한민국 등에서도 사용되며, 각 나라만의 언어 패치 파일이 있다. 기본적으로 최신 버전은 셰어의 네트워크 내에서만 공개되지만, 다른 P2P 네트워크에도 존재하고 일부 웹사이트에서도 배포되고 있다. 프로그램 아이콘은 공각기동대 STAND ALONE COMPLEX에 등장하는 웃는 남자이다.

## 저작권 문제
셰어가 주로 2채널 등에서의 발상으로 사용되기 때문에, 주로 애니메이션, 음반, 게임 등의 저작권 침해가 문제시되고 있으며, 일본에서 셰어에 TV 애니메이션을 리핑하여 업로드하던 사용자 3명이 구속되는 일도 있었다.
대한민국에 사이트나 P2P 등에서 공유되는 일본 애니메이션, 게임들은 주로 셰어에서 다운로드한 파일들이기 때문에, 최근 대한민국에서도 일본 애니메이션의 저작권이 발효되고 있다.

## 같이 보기
- WinMX
- 위니 (소프트웨어)